# Michael Lindenberg
Michael Lindenberg (* 1954) ist ein deutscher Soziologe, Kriminologe und Sozialarbeiter. Er bekleidet eine Professur an der Evangelischen Fachhochschule für Soziale Arbeit und Diakonie des Rauhen Hauses in Hamburg.

## Leben und Wirken
Lindenberg begann seine berufliche Laufbahn als Betonbauer, wechselte danach aber in den Sozialen Bereich. Zuerst arbeitete er als ungelernte Kraft in der Pflege und studierte später das Fach Soziale Arbeit. Anschließend war er mehrere Jahre in der Kinder- und Jugendhilfe tätig. 
Später studierte er noch Soziologie und Kriminalistik mit dem Schwerpunkt abweichendes Verhalten und begann danach seine wissenschaftliche Karriere.
Lindenberg zählt zu den Kritikern der geschlossenen  Heimunterbringung. Er zählte zu den ersten öffentlichen Kritikern der Verhältnisse in den Einrichtungen der Haasenburg GmbH.

## Schriften (Auswahl)
Monografien
- Überwindung der Mauern: Das elektronische Halsband. München: AG SPAK, 1992
- Beschlagnahmung oder Kollektivierung? Die gesellschaftlichen Gerichte der DDR und die Diversion der BRD. Godesberg: Forum Verlag (KFB-Materialien) Heft 2/1993, 1993.
- Ware Strafe. Elektronische Überwachung und die Industrialisierung strafrechtlicher Kontrolle. München: AG SPAK, 1997.
- Matthias Nauerth, Marcus Hußmann, Michael Lindenberg: Schon lange unterwegs! Und jetzt: wohin? : Reflexionen zu Geschichte, Gegenwart und Zukunft der Diakonie anlässlich des Wichernjahres 2008. 2009, ISBN 978-3-937461-90-8